# Resnova minor
Resnova minor är en sparrisväxtart som beskrevs av Van der Merwe. Resnova minor ingår i släktet Resnova och familjen sparrisväxter.
Artens utbredningsområde är KwaZulu-Natal. Inga underarter finns listade i Catalogue of Life.